# Silas Casey
Pour les articles homonymes, voir Casey.
Silas Casey (né le 12 janvier 1807 à East Greenwich, État du Rhode Island, et décédé le 22 janvier 1882 à Brooklyn, État de New York) est un major-général de l'Union. Il est enterré à North Kingstown, comté de Washington, État du Rhode Island.

## Avant la guerre
Silas Casey est diplômé de l'académie militaire de West Point en 1826. Il est breveté second lieutenant le 1er juillet 1826 dans le 7th U.S. Infantry.
Il est promu second lieutenant le 1er juillet 1826 dans le 2nd U.S. Infantry. Il est promu premier lieutenant le 28 juin 1836. Il participe  aux guerres séminoles. Il est promu capitaine le 1er juillet 1839. Il participe à la guerre américano-mexicaine et est breveté commandant pour bravoure et conduite méritoire lors des batailles de Contreras et de Churubusco. Il est breveté, le 13 septembre 1847, lieutenant-colonel pour les mêmes motifs à la bataille de Chapultepec, bataille au cours de laquelle il est sévèrement blessé.
Il est promu lieutenant-colonel le 3 mars 1855 dans le 9th U.S. infantry qu'il commande. Lorsque le régiment arrive dans le territoire de Washington, huit compagnies partent à l'est des Cascades tandis que Casey reste avec deux compagnies à Fort Steilacoom de janvier 1856 à août 1861. Ses troupes sont engagées contre les indiens de la tribu Puyallup. Le 19 mai 1856, il rend compte à ses supérieurs de la fin des combats à l'ouest des montagnes des Cascades.
En août 1859 pendant l'escalade militaire entre la Grande-Bretagne et les États-Unis connue sous l’appellation de la « guerre du cochon », Silas Casey est envoyé, avec des unités du 9th et du 4th U.S. Infantry et du 3rd Artillery Regiment, sur l'ïle de San Juan pour renforcer la compagnie D du 9th U.S. Regiment commandée par George Pickett, avant que celui-ci ne rejoigne les Confédérés au début de la guerre de Sécession. 

## Guerre de Sécession
Silas Casey écrit un manuel de tactiques d'infanterie qui sera utilisé par des milliers d'officiers volontaires de l'armée de l'Union et qui influencera aussi les tactiques confédérées. Il est nommé brigadier-général des volontaires le 31 août 1861. Il est promu colonel le 9 octobre 1861 dans le 4th U.S. Infantry. Il participe à la campagne de la Péninsule. Lors de la bataille de Seven Pines, sa division est étrillée par la brigade commandée par George Pickett. Il est breveté brigadier-général, le 31 mars 1862, pour bravoure et conduite méritoire à la bataille de Fair Oaks.
Il est nommé major-général des volontaires le 31 mai 1862. Il est alors affecté en tant qu'administreur et commande une brigade provisoire assignée à la défense de Washington DC.
Il est breveté major-général, le 13 mars 1865, pour bravoure et service méritant pendant la guerre.

## Après la guerre
Silas Casey quitte le service actif des volontaires le 24 août 1865 et retourne dans l'armée régulière. Il prend sa retraite le 8 juillet 1868.